# チヤヴァナ

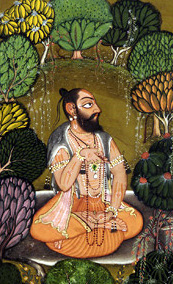
チヤヴァナ

チヤヴァナ（あるいはチャヴァナ　Chyavana, 梵: च्यवन）は、インド神話に登場する年老いた聖仙。聖仙ブリグとプローマーの子。スカニヤーとの間にプラマティをもうけた。回春の物語が有名で、『リグ・ヴェーダ』でもすでに言及されている。

## 誕生
チヤヴァナの母プローマーはラークシャサのプローマンに恋慕されていた。しかしプローマンの父親はプローマーをブリグ仙に与えてしまった。その後プローマーはブリグの子、チャヴァナを身ごもったが、ブリグの留守中にプローマンがやって来て、彼女をさらった。するとチヤヴァナは怒って母から生まれ出て、それを見たプローマンはチヤヴァナの威光によって焼け死んでしまった。

## 結婚
あるときチヤヴァナは美しい湖で苦行に励み、1つの場所で不動のままじっとしていた。しかしあまりに長い間そうしていたので、チヤヴァナは土をかぶり、蟻が巣を作って塚のようになった。
たまたまその湖にシャリヤーティ王の一行が遊びに訪れた。チヤヴァナは美しい王女スカニヤーを見て声をかけようとしたが、かすれて王女には聞こえなかった。やがて王女は塚に光るものを見つけ、荊で突いてみた。しかしそれはチヤヴァナの両目だったので、怒ったチヤヴァナは王の一行に呪いをかけ、大小便をつまらせて苦しめた。シャリヤーティは速やかにチヤヴァナに許しを乞い、チヤヴァナが求めるままにスカニヤーを妻として与えた。スカニヤーは年老いたチヤヴァナの良き妻となった。

## 若返り
のちにスカニヤーはアシュヴィン双神に横恋慕された。しかしスカニヤーは心を動かされなかった。そこでアシュヴィン双神は、「チヤヴァナを若返らせてあげるから、その後で誰を夫とするかを選べ」と提案をした。2人が承諾すると、アシュヴィン双神はチヤヴァナを連れて泉に入って行った。するとチヤヴァナの肉体は若々しさを取り戻した。ところが泉から上がってきた3人の姿はあらゆる点でそっくりで、誰が夫なのかスカニヤーにはわからなかった。しかし意を決してスカニヤーが選んだのは見事にチヤヴァナだった。
若返ったチヤヴァナは大喜びした。彼はアシュヴィン双神がソーマ供犠にあずかっていないことを知っていたので（これは神々から仲間として認められていないことを意味する）、返礼にソーマを与えようとした。しかしこれにインドラ神が猛反対した。インドラ神は「医者であるアシュヴィン双神は労働者であり、神よりも人間に近い彼らにソーマはふさわしくない」と主張し、さらにヴァジュラで攻撃しようとした。しかしチヤヴァナはインドラの腕を麻痺させ、さらに魔術と苦行の力によって大阿修羅マダを創造し、インドラに対抗させた。インドラはマダの恐ろしい顔を見て恐れをなし、アシュヴィン双神がソーマを得て、神々の仲間となることを認めた。